# Ван де Грааф (місячний кратер)
Кратер Ван де Грааф (лат. Van de Graaff) — великий метеоритний кратер неправильної форми у вигляді двох сполучених кратерів або вісімки, що знаходиться на зворотному боці Місяця на північно-східній межі Моря Мрії. Утворення кратера відбулось у нектарському періоді. Кратер названо на честь американського фізика Роберта Ван де Граафа (1901—1967). Назву затверджено Міжнародним астрономічним союзом у 1970 році.

## Опис кратера

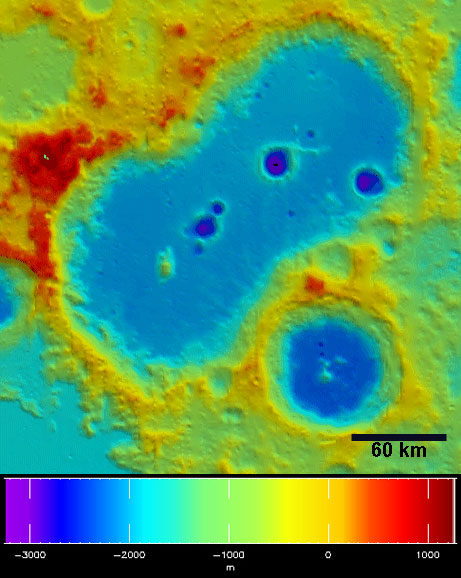
Зображення, отримане від лазерного альтиметра зонда Lunar Reconnaissance Orbiter

На заході від кратера розташовується кратер Зелінський, на півночі кратери Ейткен і Вертрегт, на сході — кратер Нассау. З південного боку до валу кратера примикає кратер Біркеланд. Селенографічні координати центру кратера 27°35′ пд. ш. 171°55′ сх. д. / 27.59° пд. ш. 171.92° сх. д., діаметр 240,47 км, глибина кратера сягає 4,97 км. Наведена світлина зроблена з борту Аполлона-17 у напрямі з півночі на південь, тобто вона розвернена на 180 градусів.
Вал кратера зазнав досить сильних руйнувань та ерозії, терасоподібна зовнішня структура схилу збереглася у південно-західній частині валу. Південно-східну частину валу перекривають два невеликих сателітних кратери. Висота валу над навколишньою місцевістю становить 2080 м. Південно-західна половина кратера має виражений центральний пік, північно-східна половина є більше згладженою. Перемичка у вигляді валу між половинами кратера відсутня. Північно-східна частина дна кратера утворена темнішою породою, можливо, базальтовою породою місячних морів. Внутрішня частина валу кратера має незвичайну структуру порізану борознами. Через кратер Ван Де Грааф і Море Мрії проходить вихороподібна геологічна структура з високим альбедо загальною площею понад 10000 км².

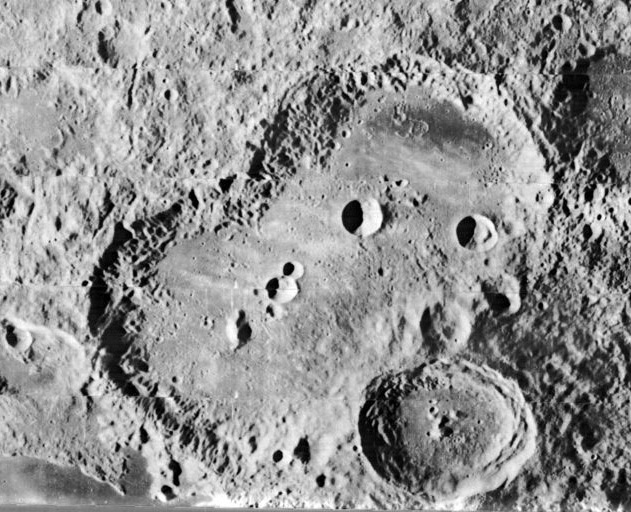
Світлина зонда Lunar Orbiter — II.

Кратер утворився 3,92 — 4,5 мільярда років тому. Найімовірніше причиною його появи є два одночасних імпакти, при цьому взаємодія викинутого матеріалу призвела до того, що перемичка між двома кратерами в центральній частині структури не сформувалася. Кратер є антиподом басейну Моря Дощів, тому незвичайна структура внутрішньої частини валу може пояснюватися впливом сейсмічних хвиль, які досягли зворотного боку Місяця при імбрійскому імпакті, що утворив Море Дощів. Альтернативна теорія пояснює структуру валу кратера Ван Де Грааф взаємодією матеріалу, викинутого при двох одночасних імпактах.

## Магнітна аномалія

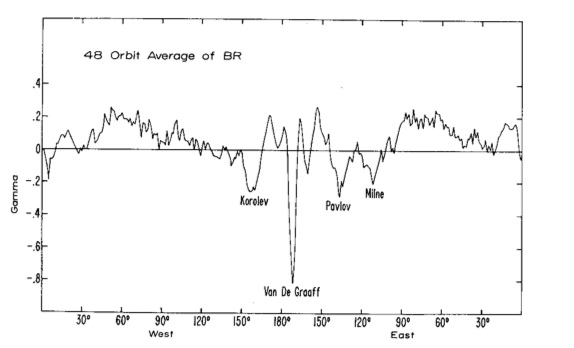

У кратері Ван де Грааф виявлена магнітна аномалія. На наведеному графіку показано зміну середнього значення за 48 орбіт радіальної складової магнітного поля Місяця, заміряної з орбітального супутника запущеного Аполлоном-15. Аномалія імовірно має зв'язок зі згаданою вище вихороподібною геологічною структурою, яка, своєю чергою, ймовірно є сейсмічно зміненими ділянками місячної кори внаслідок впливу імбрійського імпакту. Крім цього, у кратері зареєстрований рівень радіоактивності трохи вищий за характерний фон місячної поверхні, переважно внаслідок дещо підвищеного вмісту торію в породах KREEP (вони складаються переважно з калію — K, рідкісноземельних елементів (англ. Rare earth element) — REE і фосфору — P).

## Місця посадок космічних апаратів
Кратер Ван де Грааф обирався як район зацікавлення для американської космічної програми «Сузір'я», однак на початку лютого 2010 року програму було офіційно згорнуто.

## Сателітні кратери

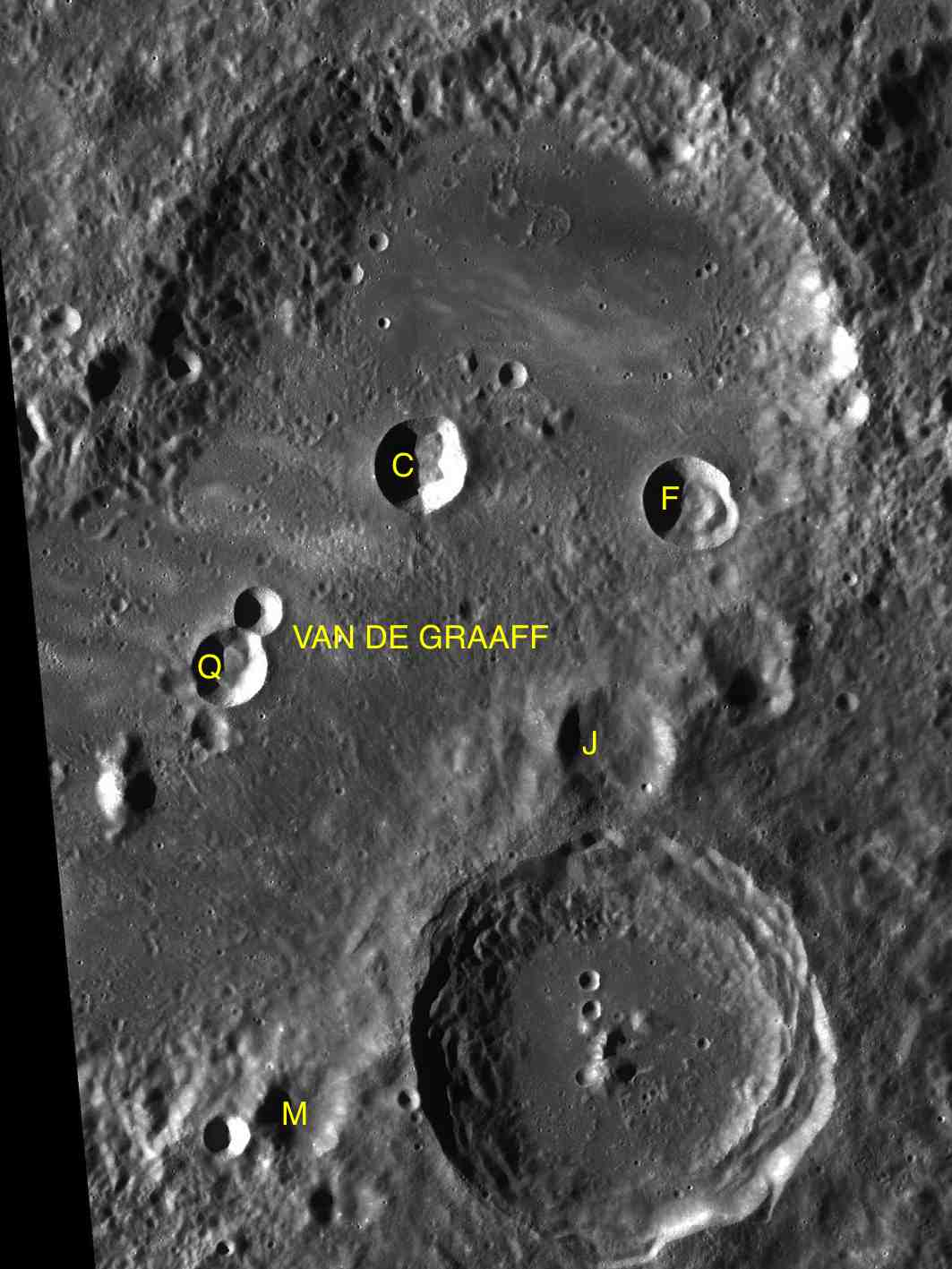
Фрагмент мапи LAC-104

| Ван де Грааф | Координати                                                | Діаметр, км |
| ------------ | --------------------------------------------------------- | ----------- |
| C            | 26°36′ пд. ш. 172°48′ сх. д. / 26.6° пд. ш. 172.8° сх. д. | 20,0        |
| F            | 26°48′ пд. ш. 174°36′ сх. д. / 26.8° пд. ш. 174.6° сх. д. | 20,0        |
| J            | 28°30′ пд. ш. 174°06′ сх. д. / 28.5° пд. ш. 174.1° сх. д. | 25,0        |
| M            | 30°36′ пд. ш. 171°30′ сх. д. / 30.6° пд. ш. 171.5° сх. д. | 19,0        |
| Q            | 27°36′ пд. ш. 171°18′ сх. д. / 27.6° пд. ш. 171.3° сх. д. | 15,0        |